# ГЕС Дворшак
ГЕС Дворшак — гідроелектростанція у штаті Айдахо (Сполучені Штати Америки). Використовує ресурс із річки North Fork Clearwater River, правої притоки Clearwater River, яка в свою чергу є правою притокою Снейк (впадає ліворуч до Колумбії, що має гирло на узбережжі Тихого океану на межі штатів Вашингтон та Орегон).
У межах проекту річку перекрили бетонною гравітаційною греблею висотою 219 метрів та довжиною 1002 метри. Вона утримує витягнуте на 86 км водосховище з площею поверхні від 36,6 км2 до 61,2 км2 та об'ємом 4,3 млрд м3 (корисний об'єм 2,5 млрд м3), в якому припустиме коливання рівня у операційному режимі між позначками 440 та 488 метрів НРМ (у випадку повені останній показник збільшується до 489,2 метра НРМ).
Пригреблевий машинний зал обладнали трьома турбінами типу Френсіс — двома потужністю по 90 МВт та однією з показником 220 МВт. Вони використовують напір від 140 до 191 метра (номінальний напір 171 метр) та у 2015 році забезпечили виробництво 1,63 млрд кВт-год електроенергії.